# Paseos del Valle Fraccionamiento
Paseos del Valle Fraccionamiento är en ort i Mexiko.   Den ligger i kommunen Tlajomulco de Zúñiga och delstaten Jalisco, i den centrala delen av landet, 500 km väster om huvudstaden Mexico City. Paseos del Valle Fraccionamiento ligger 1 530 meter över havet och antalet invånare är 1 103.
Terrängen runt Paseos del Valle Fraccionamiento är huvudsakligen platt, men norrut är den kuperad. Runt Paseos del Valle Fraccionamiento är det ganska tätbefolkat, med 222 invånare per kvadratkilometer. Närmaste större samhälle är Guadalajara, 17,2 km norr om Paseos del Valle Fraccionamiento. I omgivningarna runt Paseos del Valle Fraccionamiento växer huvudsakligen savannskog.